# Естонська міфологія
Естонська міфологія — комплекс міфів, легенд та вірувань естонського народу.
Давні естонські вірування можна відновити на основі фольклорного матеріалу, зібраного здебільшого у ХІХ столітті, а також старовинних літописів та хронік. Естонська міфологія є спорідненою до фінської та поєднує в собі елементи уральської й фіно-угорської спадщини, а також вплив балтійської і германської міфологій.
Про автентичну дохристиянську міфологію естів відомо небагато, традиції передавалися виключно усно. Збирати, зберігати і досліджувати фольклор та записувати старі саги, більшість з яких вже була втрачена, почали лише з ХІХ століття, коли шкільна освіта та науковий прогрес витіснили міфологію до окраїн духовної культури. В той же час у багатьох культурних діячів періоду романтизму та національного пробудження виникала спокуса створити (і доповнити) естонський пантеон богів і героїв та уподібнити до античного.

## Найдавніші міфи
Основою світогляду давніх естів була гармонія людини та природи. Люди вірили, що кожна тварина, дерево та камінь мають душу; також вони вірили у духів-охоронців, які жили у каменях, струмках і деревах.
Деякі сліди найдавніших автентичних міфів збереглись у старих народних піснях (Regilaul); зокрема, існує багато пісень про створення світу. За сюжетом найпростішої пісні, птах відклав три яйця, — і троє його пташенят стали сонцем, місяцем та землею. Подібні міфи є й у інших фіно-угорських народів.
Світ давніх естів обертався навколо стовпа або дерева, до якого Полярною зіркою, мов цвяхом, було прикріплено небо. Чумацький шлях (ест. Linnutee — Пташиний шлях) був однією з гілок Світового дерева (Ilmapuu) або шляхом, яким пересувалися птахи (та відносили до потойбіччя душі мертвих). Ці міти засновані на шаманістичних віруваннях.
У давньоестонській міфології також відображені зміни, які були результатом контакту з балтійськими та германськими племенами або переходу від мисливства і збиральництва до рільництва. У світі селян важливого значення набули персоніфікації небесних тіл та божеств неба, погоди і родючості. Міг існувати бог неба та грому, якого звали Уку, Укко або Ванаіса (дідусь; Uku, Ukko або Vanaisa відповідно). Більшість міфів і легенд про нього, ймовірно, з'явилися у пізніші часи та містять християнські або іноземні мотиви.

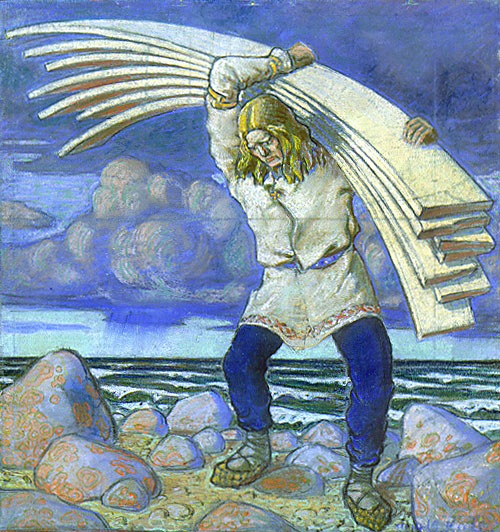
Калевіпоеґ (ілюстрація Оскара Калліса)

Окрім цього, етнологи, зокрема, колишній президент Естонії Леннарт Мері, допускають, що метеорит, який близько 3000-4000 років тому пролетів над населеними регіонами країни і впав на острів Сааремаа, був небаченою подією, яка значно вплинула на міфологію Естонії та прилеглих земель, особливо тих, з погляду яких здавалося, що на сході зайшло «сонце». У фінському національному епосі «Калевала» пісні 47, 48 і 49 можна вважати описами цієї події, а також цунамі та спустошливої лісової пожежі., які послідували за ним.
Естонські легенди про велетнів (Калевіпоеґ, Великий Тилль, Лейґер (Kalevipoeg, Suur Tõll та Leiger відповідно)) могли бути відображенням германського (передусім скандинавського) впливу. Існують численні легенди, що зображують різні природні об'єкти як наслідки вчинків Калевіпоеґа.
З часом образ велетня поєднався з образом християнського диявола, внаслідок чого виник новий персонаж, Ванапаґан (Vanapagan) — величезний демон, який живе на своєму подвір'ї або маєтку і є скоріше дурним, ніж злим; тому його легком можуть ошукати кмітливі люди, як, наприклад, його слуга Каваль-Антс (Kaval-Ants, Хитрун Антс).

## Естонська міфологія у хроніках
Мандрівник Вульфстан писав королю Альфреду Великому (871—899) про поховальні звичаї естонців: вони тримали непоховане тіло у будинку родичів або друзів до дня кремації.

Згідно з хронікою Генріха Латвійського у 1222 році естонці навіть діставали тіла ворогів з могил та спалювали їх. Вважалося, що кремація мала пришвидшити подорож людини до потойбічного світу та люди, тіла яких були спалені, не лишаться земними духами, небезпечними для живих.
Генріх Латвійський також описує естонську легенду, яка походить з регіону Вірумаа на півночі Естонії — про гору та ліс, де народився бог Тарапіта, якому поклонялися на острові Сааремаа.
Бальтазар Руссов у 1578 році описував свято літнього сонцестояння (Іванів день — Jaanipäev), яке святкують і до сьогодні, та численні священні дерева естонців, серед яких, зокрема, були дуб та липа.

## Міфічні мотиви в народі
Іншими міфічними мотивами зі старих естонських пісень є:
- чарівний дуб, що росте на небі, згодом зрубаний; з нього вироблено багато міфічних артефактів;
- сонце, місяць та зірка, що сваталися до молодої дівчини, яка врешті-решт вибрала зірку;
- мудрий коваль, що зробив собі жінку з золота, але не зміг вдихнути в неї життя. У цьому сюжеті прослідковується поширений мотив процесу відновлення молодості та невдалої спроби його відтворення;
- священна діброва, що починає вмирати після того, як пара закоханих осквернила її. Лише кров дев'ятьох братів відновлює її;
- історія про могутніх героїв, які не можуть вбити страшного величезного бика, проте це вдається їх меншому братові;
- жінка, що змушена вбити власну дочку, яка згодом стає повітряною дівчиною та живе на небесах;
- дівчина, що впіймала рибу та просить свого брата вбити цю рибу; у рибі — жінка;
- молоді дівчата, яких вночі переслідують хлопці із священної діброви (або країни мертвих); вони пропонують хлопцям свої багатства;
- озеро, що переміщується після того, як його осквернила легковажна жінка або пара закоханих, які перебували в інцестуальних стосунках.

## Псевдоміфологія
На різних етапах розвитку естонської міфології також можна казати про балтійсько-фінську або навіть фіно-угорську міфологію. Суспільний устрій цих племен був доволі простим: вони не мали організованої релігії, жодних професійних жерців, писемності і, звісно, писемної традиції.
Естонські та балтійсько-німецькі письменники ХІХ століття вважали це промахом. Перші з них почали створювати «власну» міфологічну основу для нової нації, наслідуючи в цьому Йоганна-Готфріда Гердера у сенсі національного романтизму. Наразі важко сказати, яка частина естонського міфології, відома нам сьогодні, насправді була штучно створена у ХІХ–ХХ століттях. Також варто зазначити, що більшість мотивів були запозичені з фінської міфології або зі спільної балтійсько-фінської спадщини.
Ендель Нірк казав, що «так звана псевдоміфологія відіграла в естонському національному русі та житті народу більшу роль, аніж автентична міфологія для інших народів.»
Естонський поет Крістьян Яак Петерсон у 1821 році видав перекладений зі шведської на німецьку мову твір фінського фольклориста Крістфріда Ганандера «Mythologia Fennica» (1785).
На основі численних народних легенд та власних імітацій рунічних віршів Фрідріх Роберт Фельман і Фрідріх Кройцвальд створили естонський національний епос «Калевіпоеґ». Фельман писав і власні міфи, у яких поєднував елементи естонського фольклору (з легенд і народних пісень) з фінською та класичною давньогрецькою міфологією; у 1844 році він опублікував збірку квазіфольклорних естонських міфів німецькою мовою. Маттіас Йоганн Айзен також був фольклористом і письменником, який вивчав народні легенди та піддавав їх літературній обробці. Багато його сучасників-науковців вважали ці легенди автентичною естонською міфологією. Вона також вкорінилася у народній свідомості завдяки газетам і шкільним підручникам.
Штучна естонська міфологія (або псевдоміфологія) описує пантеон богів, на чолі якого стоїть бог Таара (Taara). На його честь проводяться свята у священних дібровах біля Тарту. Також Таара був відомий під іменем Уку (Uku); його дочками були Лінда і Ютта, королева птахів. Також Уку мав двох синів: Киу (Kõu, грім) і Піккера (Pikker, блискавка), які захищали народ від демонів та Ванатюхі, володаря потойбічного світу. Окрім цього, Піккер мав чарівний музичний інструмент, який змушував демонів тремтіти і втікати, та нахабну доньку на ім'я Ілматютар (Ilmatütar; поівітряна дівчина). До пантеону також входив бог музики Ванемуйне.
Відомий естонський народний цілитель Александер Гейнталу створив власну версію давньоестонської міфології, яку виклав у формі епосу «Золота мама» («Kuldmamma»), що зображує матріархальне суспільно давніх балто-фінських племен.

## Міфічний світ

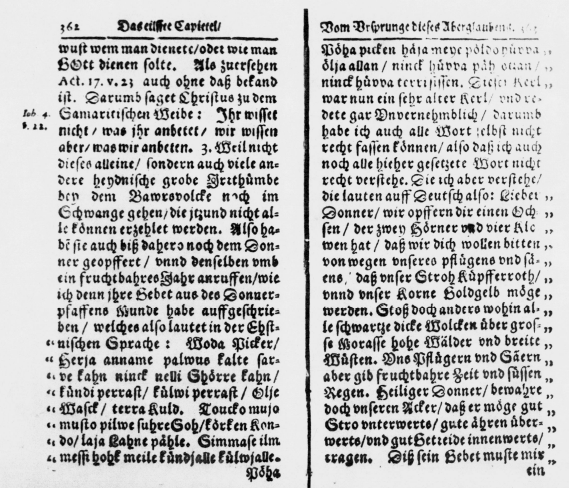
Сторінка з твору «Kurtzer Bericht und Unterricht Von der Falsch-heilig genandten Bäche in Lieffland Wöhhanda» («Короткий опис та дослідження невірно названих священними озер з річки Виганду у Ліфляндії» (Тарту, 1644 рік), яка містить заклинання Піккера

### Боги
З розвитком землеробства у міфічному світогляді естів більш важливими стали небесні божества. Верховним бого давніх естів був Укко (Ukko, Uku) або Ванаіса (Vanaisa) — Дід. Ймовірно, існували і боги грому, відомі як Киу (Kõu) та Піккер (Pikker) — сини Укко. Генріх Латвійський у «Хроніці Лівонії» пише про войовничого бога езельців (мешканців острова Сааремаа), якого звали Тарапіта (Tarapita). Це ім'я історики інтерпретували по-різному; найчастіше вважалося, що ім'я Тарапіта походить від слів Taara avita! («Таара, поможи!»). Звідси зробили висновок, що богом езельців був Таара (пор. скандинавський Тор); хоча Таара наразі вважається верховним богом у псевдоміфології. У західній Естонії, згідно з джерелами, щочетверга святкували вечори Тоора; проте зв'язок Таари, Тоора і Тора поки лишається невизначеним. У міфах і народних піснях також зустрічалися персоніфікації небесних світил — сонця, місяця і зірок.
До земних богів належали Риуґутайя (Rõugutaja, захисниця вагітних жінок і породіль), Тууле-ема (Tuule-ema) і Тууле-іса (Tuule-isa) — Татечко- і Матінка-вітер, Метсаіса (Metsaisa, лісовий дух, подібний до слов'янського лісовика) та інші.
Богам приносили жертви, щоб мати гарний врожай та здорову худобу.

#### Метсік (Metsik)
Метсік був богом родючості і скотарства; своє ім'я він отримав від слова «ліс» (ест. mets). Вважалося, що Метсік був злим духом, який володів худобою, хоча пізніше його почали вважати за доброго духа.
Це бог, зображення якого робили власноруч у кожному подвір'ї. На Масляну із соломи та паклі, які закріплювалися на жердині, робили фігуру чоловіка. На нього надягали старий капелюх та людський одяг. Наступного року з нього робили «жінку»: надягали на фігуру старий жіночий чепець та жіночий одяг. Після цього його виносили під час вечірніх сутінок та прив'язували до дерева.

#### Пеко (Peko)
Вважалося, що культ Пеко походить від вікінгів. Сету вважали Пеко вважали богом родючості і робили його ідоли у вигляді людського тіла з дерева та воску. Цей ідол щороку переходив до окремого господарства.

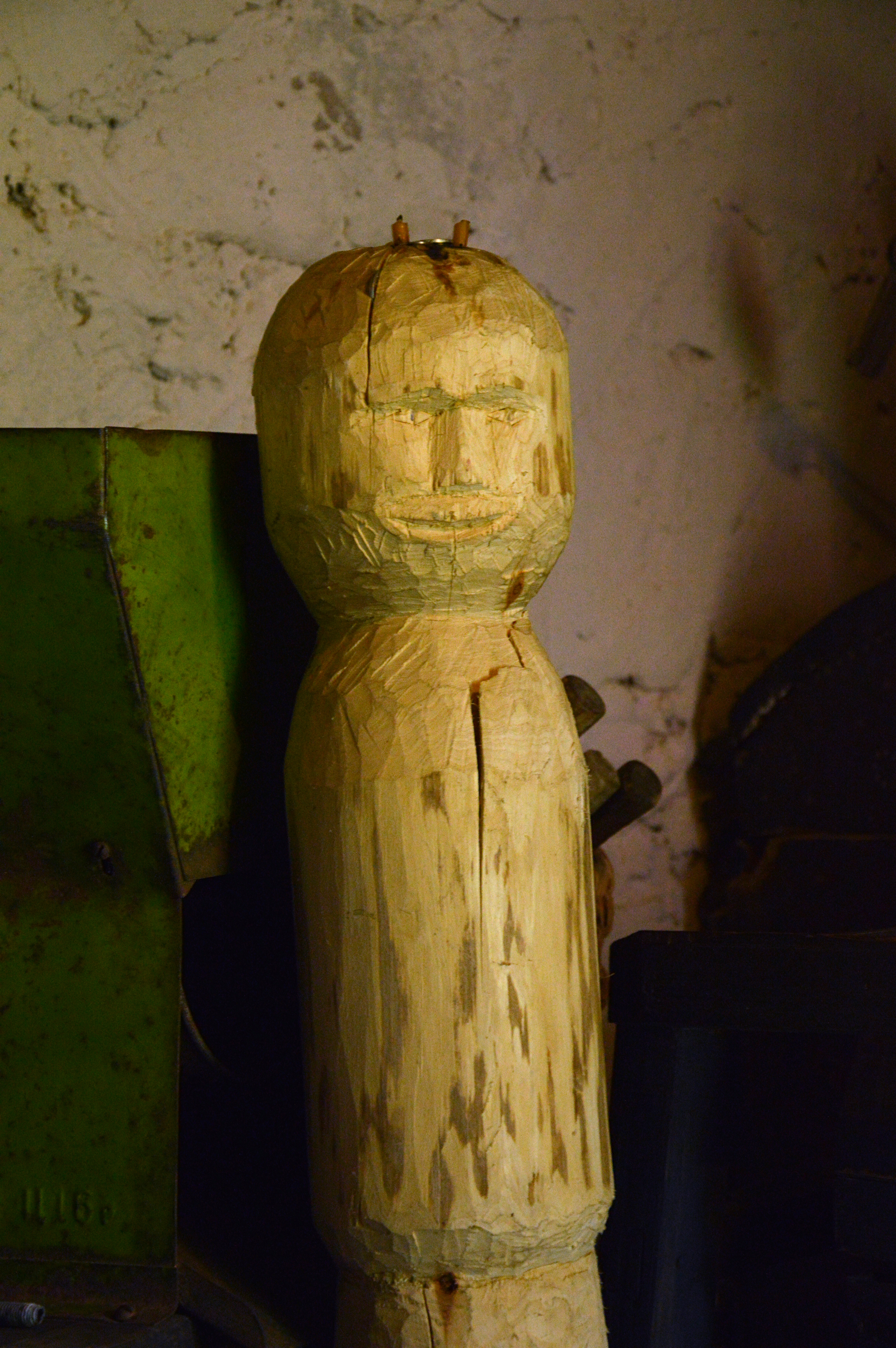
Дерев'яний ідол Пеко

Свята на честь Пеко проводилися двічі на рік. Після збору весняного врожаю проводилося свято весни, у якому брали участь і жінки, і чоловіки; на святі восени були присутні лише чоловіки. Ідол Пеко переходив від дому до дому аж до наступної осені. Ввечері чоловіки зустрічалися у визначеному місці та їли власний обід з сумок, повішених на іншому боці спини. Після цього у Пеко просили захисту оселі, родини та стад; згодом чоловіки бігали по подвір'ю і починали штовхатися або застрибувати один на одного. Той, хто першим отримає відкриту рану з кров'ю, стає господарем Пеко на наступний рік і мав завісити хату білими покривалами. Його завданням також була організація свята на честь Пеко у наступному році.

#### Тинн (Tõnn)
Тинн — це святий Антоній, якого естонці назвали Тинном. Він був покровителем господарства, особливо свиней. У кожному подвір'ї був власний божок-Тинн, якого робили у подобі людини та давали йому «життя», крапнувши на нього три краплі крові.
Жертви для Тинна приносили на окремому вівтарі, що називався Тиннівакк (Tõnnivakk). Його робили з берести, щіпок або простих дощок та ставили за піччю або в тіні. Також відомо, що у деяких регіонах країни біля вівтаря треба було залишати гроші. На островах вівтар разом з жертвами спалювали.

#### Інші християнські святі, які вважалися богами
- Юрі (Jüri, св. Юрій) — бог землеробства;
- Лауріц (Laurits, св. Лаврентій) — бог вогню;
- Март (Mart, св. Мартин) — бог родючості.

### Міфічні істоти
- Кідур[et] (Kidur);
- Кіру (Kiru);
- песиголовці (Koerakoonlased);;
- вовкулака (Libahunt);
- підземні ельфи (Maa-alused[et]) — за легендою, саме вони викували корону для царя змій;
- Матінка-земля (Мааема[et]);
- Тууліспаск[et] (Tuulispask) — згідно з М.Й, Айзеном;
- Ванапаґан[en] (Vanapagan — «Старий ідол»; також Ванатюхі (Vanatühi — «Старий Учитель»)) — демон, який зображувався як величезний та дурний селянин;
- феї та ельфи (Haldjad) — захисники певних місцевостей, тварин, людей та рослин.

До хрещення характерною рисою давньоестонських вірувань був плюралізм, тобто люди вірили у численних феї та духів, які захищали окремі речі у світі; також їм приносили жертви. Наприклад, вважалося, що лісовим духам треба приносити ягоди та гриби. Здебільшого феї та духи вважалися духовними істотами, хоча були й винятки — боги Метсік, Пеко і Тинн та такі міфічні істоти, як Кратт (хранитель скарбів) або нікси (русалки; näkineitsid).
Окрім них, до естонської міфології належали блукаючі душі, а також такі істоти, як:
- Еятар (Äiatar) — жінка-демон, донька диявола;
- Ейке (Äike) — грім;
- Алевіпоеґ (Alevipoeg) — син Алева та друг Калевіпоеґа;
- Ебаялґ (Ebajalg) —демон-вихор;
- Егаема (Ehaema) — Матір сутінок, нічний дух або фея, покровителька прядіння;
- Ексітайя (Eksitaja) — злий дух, який заплутує людей у лісі або болоті (також блукаючі вогні);
- Гямарік (Hämarik) — уособлення вранішньої зорі, красива молода дівчина;
- Гяннамеес (Hännamees; також Кратт (Kratt), Пуук (Puuk), Пісугянд (Pisuhänd), Тулігянд (Tulihänd)) — демон, який краде для свого господаря золото, їжу або інші цінні речі. Зазвичай з'являється у вигляді вихору або іскри;
- Гяр'япилвлане (Härjapõlvlane) — кобольд, домовик;
- Галль (Hall) — уособлення малярії;
- Гійд (Hiid) — велетень;
- Гійєла (Hiiela) — потойбічний світ, царство мертвих
- Гійєнейтсі (Hiieneitsid) — дівчата з царства мертвих;
- Гійс (Hiis) — священна діброва;
- Гінґеліблікас (Hingeliblikas) — дух людини у вигляді метелика;
- Гінґелоом (Hingeloom) — дух людини у вигляді комахи або маленької тварини;
- Гойд'я (Hoidja) — дух-охоронець;
- Ілматютар (Ilmatütar; також Ілманейтсі (Ilmaneitsi)) — повітряна (небесна) дівчина;
- Ілмаріне (Ilmarine; також Ілмасепп (Ilmasepp)) — коваль-чарівник, який, окрім всього іншого, викував Сонце і Місяць (див. також Ілмарінен);
- Іло (Ilo) — радість, господиня свят;
- Ярвевана (Järvevana) — старий злий дух озера (див. озеро Юлемісте);
- Юмал (Jumal) — Бог;
- Ютта (Jutta) — цариця птахів, донька Таари;
- Юудаліне (Juudaline) — демон, який, можливо, походить від Юди Іскаріота;
- Кяабас (Kääbas) — дух могил або смерті;
- Каевуколль (Kaevukoll) — дух джерела;
- Кайтс'я (Kaitsja) — дух-охоронець;
- Калевіпоеґ (Kalevipoeg, також Калевіне (Kalevine), Сохні (Sohni), Сойні (Soini), Осмі (Osmi)) — герой-велетень, за легендами — колишній правитель Естонії;
- Кальм (Kalm) — дух могили або небіжчика; володар царства мертвих;
- Кальмунейю (Kalmuneiu) — жіночий дух могили; дівчина з царства мертвих;
- Каваль-Антс (Kaval-Ants — «кмітливий Антс») — слуга, який постійно ошукує свого господаря Ванатюхі;
- Кодукяйя (Kodukäija) — неспокійний дух;
- Койт (Koit) — уособлення вранішньої зорі; молодий хлопець, коханий Гямарік;
- Колль (Koll) — привид;
- Колуматс (Kolumats) — бука, злий дух;
- Киу (Kõu) — грім, син Уку, брат Піккера;
- Кюльмкінґ[et] (Külmking) — дух непохованого небіжчика;
- Курат (Kurat, також Курі (Kuri), Ванакурі (Vanakuri)) — чорт, диявол;
- Куу (Kuu) — Місяць;
- Ляммекюне (Lämmeküne) — див. Леммінкяйнен[en];
- Лапі-нийд (Lapi nõid) — відьма з Лапландії;
- Лейґер[et] (Leiger — «гравець») — один з велетнів, які жили на острові Хійумаа, брат Великого Тилля;
- Лендва (Lendva) — одна з відьом, які насилали хвороби;
- Лінда[en] (Linda) — мати Калевіпоеґа;
- Луммутіс (Lummutis) — дух гніву;
- Луупайнайя (Luupainaja) — демон-інкуб;
- боги землі (Maajumalad);
- Маяусс (Majauss) — змій, дух-захисник;
- Мана (Mana) — ймовірний володар царства мертвих;
- Манала (Manala) — царство мертвих;
- Маналане (Manalane) — житель царства мертвих;
- Маррас (Marras) — дух-пророк смерті;
- Меревейни (Mereveised) — сирени;
- Метсаема (Metsaema) — матір лісів;
- Метсавана (Metsavana) — старий чоловік-дух лісів;
- Мумм (Mumm) — привид, чудовисько, дух;
- доньки Муруейт (Murueide Tütred), красиві дівчата;
- Муруейт (Murueit) — жіночий дух лісів та землі, який також пов'язаний з царством мертвих;
- Нийд (Nõid) — відьми;
- Олевіпоеґ (Olevipoeg) — послідовник Калевіпоеґа, містобудівник; відсилка до святого Олафа;
- Пяйке (Päike) — Сонце;
- Пайная (Painaja) — демон-інкуб;
- Пакане (Pakane) — мороз;
- Пардіаяйя (Pardiajaja) — напівдемонічний воїн;
- Пелль (Pell) — бог родючості;
- Пенінукк (Peninukk) — напівдемонічний воїн;
- Перемеес (Peremees) — творець, господар;
- Піккер (Pikker, також Пікне (Pikner) — «Довгий») — блискавка, син Уку;
- Пірет (Piret) — дружина Великого Тилля;
- Пирґунейтсі (Põrguneitsi) — молода дівчина з пекла;
- Риуґутайя (Rõugutaja) — жіноче божество, покровителька вагітних, породіль, жінок-робітниць та міста Нарва;
- Сарвік (Sarvik) — один з демонів;
- Сулевіпоеґ (Sulevipoeg) — син Сулева, друг Калевіпоеґа;
- Сурм (Surm) — смерть;
- Великий Тилль (Suur Tõll) — герой-велетень, що жив на острові Сааремаа;
- Тяхт (Täht) — зірка;
- Таеватаат (Taevataat) — бог, досл. «Небесний старий»;
- Тіґе (Tige) — уособлення гніву;
- Тонт (Tont) — дух;
- Тоонела (Toonela) — царство мертвих (див. також Туонела[fi]);
- Тооні (Tooni) — ані добрий, ані злий правитель потойбіччя та бог смерті;
- Тоор (Toor, також Тоору (Tooru)) — одне з божеств у західній Естонії, яке здебільшого ототожнювали зі скандинавським Тором;
- Тууле-Ема (Tuule-Ema) — Матінка-вітер;
- Тууле-Іса (Tuuleisa) — Татечко-вітер;
- Тууліспеа (Tuulispea) — вихор;
- Тууслар (Tuuslar) — одна з відьом, що жили у Фінляндії;
- Удрес-Кудрес (Udres-Kudres) — «Син Сонця», герой різних народних пісень;
- Ванемуйне[ru] (Vanemuine) — бог музики та пісень;
- Веегалд'яс (Veehaldjas) — дух води, захисник джерела Аг'юалуне;
- Ветеема (Veteema) — Мати води;
- Ветевана (Vetevana) — дух (Батько) води;
- Вірмалісед (Virmalised) — полярне сяйво.

Слід також зазначити, що міркування про потойбічне життя у естів були розвинуті сильніше, аніж у фінів. Царство смерті (Манала або Тоонела) було місцем, схоже на землю, у якому також були ліси, поля і гори. Наприкінці осени поминали померлих, оскільки вірили, що душі небіжчиків відвідують будинки, у яких жили. Для духів накривали окремі столи та нагрівали лазню, зберігали тишу та спокій.

## Міфічні та магічні артефакти
- Білий корабель (valge laev) — містичний корабель, який приносить свободу або перевозить людей до кращого світу. Цей міф з'явився близько 1860 року, коли члени однієї з сект, очолюваних Юханом Лейнбергом (також відомим як пророк Мальствет), зібралися у передмісті Таллінна, щоб чекати корабля, який мав їх забрати;
- капелюх з нігтів (küüntest kübar) — дозволяв своєму власнику (найчастіше — Ванатюхі) ставати невидимим;
- рукавиці (kirikindad) — вважалося, що рукавиці мають захисну та магічну силу; передусім це стосувалося церковних та матроських рукавиць. Їх прикрашали особливими геометричними узорами та тонкими червоними смужками. Вони також містили у собі багато заклинань і магії, оскільки їх виробник співав під час фарбування та вишивання рукавиць.

- пояс (kirivöö) — пояси містили найдавніші та наймагічніші узори з усіх виробів. Виткані з червоної тканини пояси та мотузки часто приносили в жертву: зав'язували на гілках священних дерев. Пояс також зав'язували навколо хворої частини тіла; щоб він захищав свого власника та давав йому силу, пояс тісно пов'язували на животі.

- священні камені — після останнього льодовикового періоду в Естонії лишилося багато великих каменів (ератичних валунів), багато з яких згодом вважалися священними. Люди приходили до них, щоб принести в жертву срібло, кров, червоні пояси або монети та попросити про успіх і достаток. У цих каменях іноді були невеликі отвори, деякі з яких, певне, слугували для жертвоприношень, хоча функція цих отворів все ще лишається спірною. За словами астронома Гейно Еельсалу, вони могли виконувати функцію календаря.

- подорожуючі ліси — якщо люди у певній місцевості були підлими та жорстокими, ліси полишали цю місцевість. Здебільшого історії про такі ліси поширені у прибережних регіонах Естонії.